# استان هامگیونگ جنوبی (ادعای جمهوری کره)
استان هامگیونگ جنوبی (به کره‌ای: 함경남도) استان مورد ادعای دولت جمهوری کره در کره شمالی است.
این واحد تقسیماتی، در سئول دفتر و فرماندار و دستگاه‌های حکومتی دارد. هدف از وجود این‌چنین استانِ ادعایی، پیشبرد ادعای دولت جمهوری کره بر کل شبه‌جزیره کره، و آماده داشتن ساختار و نظام قانونی برای اعمال حاکمیت بر این اراضی در صورت اتحاد دو کره تحت تابعیت مطلق دولت جمهوری کره می‌باشد. این استان ادعایی در برگیرندهٔ استان هامگیونگ جنوبی،‌ استان ریانگ‌گانگ، بخش‌هایی از استان گانگوون (منجمله شهر وون‌سان)‌ می‌باشد. 
استان ادعایی هامگیونگ جنوبی ۳۱٬۹۷۷ کیلومتر مربع مساحت دارد.